# Михайловка (Асінівський район)
Миха́йловка (рос. Михайловка) — присілок у складі Асінівського району Томської області, Росія. Входить до складу Новоніколаєвського сільського поселення.

## Населення
Населення — 92 особи (2010; 115 у 2002).
Національний склад (станом на 2002 рік):
- росіяни — 98 %